# Melitta hispanica
Melitta hispanica är en biart som beskrevs av Heinrich Friese 1900. Melitta hispanica ingår i släktet blomsterbin, och familjen sommarbin. IUCN kategoriserar arten globalt som sårbar. Inga underarter finns listade i Catalogue of Life.